# 金字牌
金字牌，全稱金字牌急腳遞，是一種驛牌也稱檄牌，是中國宋朝用來保證傳遞政府公文順暢之一種通信憑證。北宋初年，郵驛通訊所用之憑信為紙制驛券。宋太祖時，有人詐使驛卷作亂，太祖就將其改為帶有繁複裝飾之銀牌。後來發展為金字牌、青字牌和紅字牌三大類。金字牌為朱漆金字木牌，用以表達傳遞信息之緊迫。
宋朝以金牌發送公文，始於宋神宗元豐六年（1083年），當時宋夏战争，兰州有紧急状态，當地政府官員用一尺长之木制通信檄牌，刻有朱漆金字：“御前文字，不得入铺”，驿吏不得在驿站内交接，而只能在马背上依次传递。故能日行400-500里，昼夜不停。时人形容金字牌“过如飞电，望之者无不避路”。途中如有延誤，必受嚴懲，「稽留尺一罪至配流」。
在宋朝影響下，遼、金、西夏等國也開始使用金銀驛牌，憑牌所到之處除保證交通便利外，還應提供食宿。元朝同樣有金銀牌，除方形外也有圓形者，上書文字有八思巴字、畏兀兒字和漢字三種。至清代時，金牌已經成為了權力象徵。

## 岳飛
南宋紹興十年（1140年），抗金名將岳飛在一日內被十二道金字牌從前線強迫傳召回朝廷。但有專有考證所謂一日發十二道金牌太過於戲劇性，朱仙鎮距離臨安2000多里，以當時交通工具的性能斷不可能一日急行軍500里以上。
李東陽寫有詞《金字牌》：「金字牌，從天來，將軍慟哭班師回，士氣郁怒聲如雷。震邊陲，幽薊已覆無江淮。仇虜和，壯士死，天下事，安有此，國亡之，嗟晚矣！」。